# دیمیترو اسکولوف
دیمیترو اسکولوف (اوکراینی: Дмитро Сергійович Скоблов؛ زادهٔ ۳۰ نوامبر ۱۹۸۹) بازیکن فوتبال اهل اوکراین است.
از باشگاه‌هایی که در آن بازی کرده‌است می‌توان به باشگاه فوتبال ماریوپول اشاره کرد.